# Осада Орлеана (1563)
Осада Орлеана — осада негласной столицы гугенотов Орлеана войсками католиков в рамках Первой гугенотской войны во Франции.
Конфликт был спровоцирован массовым убийством в Васси католическими войсками герцога Гиза 1 марта 1562 года. В результате принц Конде, полководец гугенотов, переехал в Орлеан, чтобы превратить его в одну из своих цитаделей. Город стал протестантским, допускалось только протестантское богослужение, в общественных институтах (губернатор, олдермены и т. д.) стали преобладать протестанты, епископ города был смещен в апреле 1562 года, храмы были осквернены, а реликвии уничтожены.
В 1563 году католические войска во главе с герцогом Гизом вознамерились вернуть Орлеан, защита которого была возложена на брата адмирала де Колиньи Франсуа де Колиньи Д’Андело. 18 февраля 1563 года, когда положение осажденных стало особенно тяжелым, гугенот Польтро де Мере убил герцога Гиза. Это убийство привело к заключению договор между двумя сторонами, который 19 марта 1563 года стал основой Амбуазского мира и установил мир между двумя религиозными общинами. Орлеан остался под контролем гугенотов до 1567 года.